# Maria Immacolata d'Asburgo-Lorena
Arciduchessa Maria Immacolata d'Austria (in tedesco Maria Immakulata Rainera Josepha Ferdinande Theresia Leopoldine Antoinette Henriette Franziska Karoline Aloysia Januaria Christine Philomena Rosalia, Erzherzogin von Österreich, Prinzessin von Toskana; Baden, 3 settembre 1878 – Altshausen, 25 novembre 1968) fu membro del Casato d'Asburgo-Lorena e Arciduchessa e Principessa d'Austria, Principessa d'Ungheria, Boemia e Toscana per nascita. Attraverso il matrimonio con il duca Roberto di Württemberg, Maria Immacolata fu anche membro del Casato del Württemberg.
Maria Immakulata era il settimo nato e quinta figlia femmina dell'Arciduca Carlo Salvatore d'Austria e di sua moglie la Principessa Maria Immacolata di Borbone-Due Sicilie.

## Matrimonio
Maria Immacolata sposò il duca Roberto di Württemberg, quartogenito e secondo figlio maschio del duca Filippo di Württemberg e di sua moglie l'Arciduchessa Maria Teresa d'Austria, il 29 ottobre 1900 a Vienna. Maria Immacolata e Roberto non ebbero figli.

## Titoli e denominazione
- 3 settembre 1878 – 29 ottobre 1900: Sua Altezza Imperiale e Reale Arciduchessa e Principessa Imperiale Maria Immakulata d'Austria, Principessa Reale d'Ungheria, Boemia e Toscana
- 29 ottobre 1900 – 25 novembre 1968: Sua Altezza Imperiale e Reale Duchessa Maria Immakulata di Württemberg, Arciduchessa e Principessa Imperiale d'Austria, Principessa Reale d'Ungheria, Boemia e Toscana

## Ascendenza
|                                         |                               |                                      | Genitori                              |  |  | Nonni |  |  | Bisnonni                  |  |  | Trisnonni                    |  |
|                                         |                               |                                      |                                       |  |  |       |  |  | Ferdinando III di Toscana |  |  | Leopoldo II d'Asburgo-Lorena |  |
|                                         |                               |                                      |                                       |  |  |       |  |  | Ferdinando III di Toscana |  |  | Leopoldo II d'Asburgo-Lorena |  |
|                                         |                               | Maria Luisa di Borbone-Spagna        |                                       |  |  |       |  |  | Ferdinando III di Toscana |  |  |                              |  |
| Leopoldo II di Toscana                  |                               |                                      |                                       |  |  |       |  |  | Ferdinando III di Toscana |  |  |                              |  |
|                                         |                               | Luisa Maria Amalia di Borbone-Napoli | Ferdinando I delle Due Sicilie        |  |  |       |  |  |                           |  |  |                              |  |
|                                         |                               | Luisa Maria Amalia di Borbone-Napoli | Ferdinando I delle Due Sicilie        |  |  |       |  |  |                           |  |  |                              |  |
|                                         |                               | Luisa Maria Amalia di Borbone-Napoli | Maria Carolina d'Asburgo-Lorena       |  |  |       |  |  |                           |  |  |                              |  |
| Carlo Salvatore d'Asburgo-Toscana       |                               | Luisa Maria Amalia di Borbone-Napoli |                                       |  |  |       |  |  |                           |  |  |                              |  |
|                                         |                               | Francesco I delle Due Sicilie        | Ferdinando I delle Due Sicilie        |  |  |       |  |  |                           |  |  |                              |  |
|                                         |                               | Francesco I delle Due Sicilie        | Ferdinando I delle Due Sicilie        |  |  |       |  |  |                           |  |  |                              |  |
|                                         |                               | Francesco I delle Due Sicilie        | Maria Carolina d'Asburgo-Lorena       |  |  |       |  |  |                           |  |  |                              |  |
| Maria Antonietta di Borbone-Due Sicilie |                               | Francesco I delle Due Sicilie        |                                       |  |  |       |  |  |                           |  |  |                              |  |
|                                         |                               | Isabella di Borbone-Spagna           | Carlo IV di Spagna                    |  |  |       |  |  |                           |  |  |                              |  |
|                                         |                               | Isabella di Borbone-Spagna           | Carlo IV di Spagna                    |  |  |       |  |  |                           |  |  |                              |  |
|                                         |                               | Isabella di Borbone-Spagna           | Maria Luisa di Borbone-Parma          |  |  |       |  |  |                           |  |  |                              |  |
| Maria Immacolata d'Asburgo-Toscana      |                               | Isabella di Borbone-Spagna           |                                       |  |  |       |  |  |                           |  |  |                              |  |
|                                         | Francesco I delle Due Sicilie | Ferdinando I delle Due Sicilie       |                                       |  |  |       |  |  |                           |  |  |                              |  |
|                                         | Francesco I delle Due Sicilie | Ferdinando I delle Due Sicilie       |                                       |  |  |       |  |  |                           |  |  |                              |  |
|                                         | Francesco I delle Due Sicilie | Maria Carolina d'Asburgo-Lorena      |                                       |  |  |       |  |  |                           |  |  |                              |  |
| Ferdinando II delle Due Sicilie         | Francesco I delle Due Sicilie |                                      |                                       |  |  |       |  |  |                           |  |  |                              |  |
|                                         |                               | Isabella di Borbone-Spagna           | Carlo IV di Spagna                    |  |  |       |  |  |                           |  |  |                              |  |
|                                         |                               | Isabella di Borbone-Spagna           | Carlo IV di Spagna                    |  |  |       |  |  |                           |  |  |                              |  |
|                                         |                               | Isabella di Borbone-Spagna           | Maria Luisa di Borbone-Parma          |  |  |       |  |  |                           |  |  |                              |  |
| Maria Immacolata di Borbone-Due Sicilie |                               | Isabella di Borbone-Spagna           |                                       |  |  |       |  |  |                           |  |  |                              |  |
|                                         |                               | Carlo d'Asburgo-Teschen              | Leopoldo II d'Asburgo-Lorena          |  |  |       |  |  |                           |  |  |                              |  |
|                                         |                               | Carlo d'Asburgo-Teschen              | Leopoldo II d'Asburgo-Lorena          |  |  |       |  |  |                           |  |  |                              |  |
|                                         |                               | Carlo d'Asburgo-Teschen              | Maria Luisa di Borbone-Spagna         |  |  |       |  |  |                           |  |  |                              |  |
| Maria Teresa d'Asburgo-Teschen          |                               | Carlo d'Asburgo-Teschen              |                                       |  |  |       |  |  |                           |  |  |                              |  |
|                                         |                               | Enrichetta di Nassau-Weilburg        | Federico Guglielmo di Nassau-Weilburg |  |  |       |  |  |                           |  |  |                              |  |
|                                         |                               | Enrichetta di Nassau-Weilburg        | Federico Guglielmo di Nassau-Weilburg |  |  |       |  |  |                           |  |  |                              |  |
|                                         |                               | Enrichetta di Nassau-Weilburg        | Luisa Isabella di Kirchberg           |  |  |       |  |  |                           |  |  |                              |  |
|                                         |                               | Enrichetta di Nassau-Weilburg        |                                       |  |  |       |  |  |                           |  |  |                              |  |